# Pelecopsis mutica
Pelecopsis mutica là một loài nhện trong họ Linyphiidae.
Loài này thuộc chi Pelecopsis. Pelecopsis mutica được J. Denis miêu tả năm 1957.